# Schizopetalon corymbosum
Schizopetalon corymbosum är en korsblommig växtart som beskrevs av Al-shehbaz. Schizopetalon corymbosum ingår i släktet Schizopetalon och familjen korsblommiga växter. Inga underarter finns listade i Catalogue of Life.